# Catharine Macaulay
Catharine Macaulay, född Sawbridge, senare Graham, född 2 april (enligt n.s.; 23 mars enligt g.s.) 1731 i Wye, Kent, död 22 juni 1791 i Binfield, Berkshire, var en brittisk historiker. Hon utgav mellan 1763 och 1783 fackserien The History of England i åtta volymer, som blev berömd under sin samtid. Hon beskrivs som Englands första kvinnliga historiker.